# Île des Manchots
Die Île des Manchots (französisch für Pinguininsel) ist eine felsige Insel vor der Küste des ostantarktischen Adélielands. Sie liegt 300 m westlich des Bizeux Rock und ebensoweit nördlich des Kap Margerie in der Einfahrt zum Port Martin.
Luftaufnahmen der Insel entstanden bei der US-amerikanischen Operation Highjump (1946–1947). Teilnehmer einer von 1949 bis 1951 dauernden französischen Antarktisexpedition nahmen einer Kartierung vor und benannten die Insel. Namensgebend ist die auf der Insel ansässige Kolonie von Adeliepinguinen.